# Cianorte Futebol Clube
El Cianorte Futebol Clube es un club de fútbol brasileño de la ciudad de Cianorte. Fue fundado en 2002 y juega en el Campeonato Brasileño de Serie D y en el Campeonato Paranaense.

## Entrenadores
- Caio Júnior (2003–abril de 2005)[5][6]
- Claudio Tencati (2006–octubre de 2008)[7]
- Bagé (octubre de 2008–diciembre de 2008)[7][8]
- Nei César (diciembre de 2008–marzo de 2009)[8][9]
- Ivo Secchi (marzo de 2009–2009)[9][10]
- Luís Carlos Winck (noviembre de 2009–2010)[11]
- Bagé (octubre de 2010–julio de 2011)[12][13]
- Gilberto Pereira (julio de 2011–noviembre de 2011)[13][14]
- Paulo Turra (noviembre de 2011–febrero de 2013)[15][16]
- Bagé (marzo de 2013–marzo de 2014)[17][18]
- Leandro Niehues (marzo de 2014–abril de 2014)[19][20]
- Santos Pretestato (interino- abril de 2014–2014)[20]
- Rogério Perrô (diciembre de 2014–junio de 2015)[21][22]
- Paulo Turra (noviembre de 2015–noviembre de 2016)[23][24]
- Marcelo Caranhato (diciembre de 2016–mayo de 2018)[24][25]
- Cristian Souza (agosto de 2018–abril de 2019)[26][27]
- Bolívar (abril de 2019–julio de 2019)[28][29]
- João Burse (octubre de 2019–marzo de 2022)[30][31]
- Alexandre Gallo (septiembre de 2022–marzo de 2023)[32][33]
- Zé Roberto (septiembre de 2023–presente)[3]